# Egernslægten
 For alternative betydninger, se Egern (flertydig). (Se også artikler, som begynder med Egern)
Egernslægten eller latin: Sciurus er en slægt i egernfamilien med omkring 30 arter.

## Arter
- Underslægt Sciurus
  - Sciurus alleni
  - Sciurus arizonensis
  - Sciurus aureogaster
  - Sciurus carolinensis, gråt egern
  - Sciurus colliaei
  - Sciurus deppei
  - Sciurus lis
  - Sciurus nayaritensis
  - Sciurus niger
  - Sciurus oculatus
  - Sciurus variegatoides, broget egern
  - Sciurus vulgaris, egern
  - Sciurus yucatanensis
- Underslægt Otosciurus
  - Sciurus aberti
- Underslægt Guerlinguetus
  - Sciurus aestuans
  - Sciurus gilvigularis
  - Sciurus granatensis, rødhalet egern
  - Sciurus ignitus
  - Sciurus ingrami
  - Sciurus pucheranii
  - Sciurus richmondi
  - Sciurus sanborni
  - Sciurus stramineus
- Underslægt Tenes
  - Sciurus anomalus
- Underslægt Hadrosciurus
  - Sciurus flammifer
  - Sciurus pyrrhinus
- Underslægt Hesperosciurus
  - Sciurus griseus
- Underslægt Urosciurus
  - Sciurus igniventris
  - Sciurus spadiceus